# 아마세노
아마세노(이탈리아어: Amaseno)는 이탈리아 라치오주 프로시노네도에 위치한 코무네다. 로마로부터 남동쪽 100km, 프로시노네로부터 남쪽 30km 거리에 있다.